# Honjō (Saitama)
Honjō (本庄市 Honjo-shi?) es una ciudad que se encuentra en Saitama, Japón.
Según datos de 2003, la ciudad tiene una población estimada de 61.114 habitantes y una densidad de 1.664,32 personas por km². El área total es de 36,72 km².
La ciudad fue fundada el 1 de julio de 1954.